# Ashkun jezik
Ashkun jezik (aškunski; ashkund, ashkuni, wamais, wamayi; ISO 639-3: ask), jezik Aškunaca kojim govori 1 200 ljudi (2000) u afganistanskoj provinciji Kunar, sjeverozapadno od Asadabada i u dolini Pech oko Wame
Postoji nekoliko dijalekata: ashuruveri (kolata, titin bajaygul), gramsukraviri i suruviri (wamai) kojima govore plemena Askunu (âSkuňu), Sanu (saňu) i Gramsana (gRâmsaňâ).

## Vanjske poveznice
- Ethnologue (14th)
- Ethnologue (15th)